# Vaulonkankaat
Vaulonkankaat är en hed i Finland. Den ligger i Sodankylä i landskapet Lappland, i den norra delen av landet, 900 km norr om huvudstaden Helsingfors.